# Peridea nitobei
Peridea nitobei är en fjärilsart som beskrevs av Matsumura 1909. Peridea nitobei ingår i släktet Peridea och familjen tandspinnare. Inga underarter finns listade i Catalogue of Life.